# 高槻市消防本部
高槻市消防本部（たかつきししょうぼうほんぶ）は、大阪府高槻市の消防部局（消防本部）。管轄区域は高槻市全域。

## 概要
- 消防本部：高槻市桃園町4-30
- 管内面積：105.31km2
- 職員定数：341人
- 消防署2カ所、分署4カ所、出張所3カ所
- 主力機械（2023年3月末現在）
  - 消防ポンプ自動車：7
  - 水槽付消防ポンプ自動車：10
  - はしご付消防自動車：3
  - 化学消防ポンプ自動車：1
  - 大型水槽車：2
  - 救助工作車：2
  - 救急自動車：14（予備車含む）
  - 指揮車：2
  - 原因調査車：1
  - 広報査察車：5
  - 小型動力ポンプ付積載車：1
  - 特殊災害対応車：2
  - 資機材搬送車：3
  - 人員搬送車：1
  - 査察車：6
  - 起震車：1

## 沿革
- 1946年3月20日　官設消防として、高槻消防署を開設する。
- 1948年3月7日　自治体消防として、高槻市外三箇町村消防組合が発足する。
- 1948年10月1日　高槻市外三箇町村消防組合を解散し、高槻市消防本部・高槻市消防署を開設する。
- 1955年4月22日　消防本部・消防署庁舎を新築する。
- 1957年5月20日　北出張所を開設する。
- 1959年6月11日　西分署を開設する。
- 1967年4月1日　富田出張所を開設する。
- 1971年2月1日　消防本部が移転する。
- 1971年10月1日　大冠分署を開設する。
- 1974年7月20日　北消防署を開設し、2署制となる。高槻市消防署を中消防署に、北出張所を芥川出張所に改称する。
- 1976年1月26日　消防本部・中消防署が現在地に移転する。
- 1980年10月4日　富田出張所を富田分署に改称する。
- 1983年10月1日　五領出張所を開設する。
- 1986年10月1日　三箇牧出張所を開設する。
- 1991年4月1日　高槻市消防音楽隊が発足する。
- 1998年10月1日　阿武野出張所を開設する。
- 2004年10月20日　平成16年台風第23号豊岡市水災害に緊急消防援助隊を派遣した。
- 2005年10月5日　磐手分署を開設する。芥川出張所を廃止する。
- 2008年4月1日　 中消防署に高度救助隊を設置する。
- 2011年3月19日　東北地方太平洋沖地震に伴う東日本大震災に緊急消防援助隊を派遣した。
- 2016年4月16日　熊本地震に伴う災害に緊急消防援助隊を派遣した。
- 2018年7月9日　平成30年7月豪雨に伴う災害に緊急消防援助隊を派遣した。
- 2024年1月1日　能登半島地震に伴う災害に緊急消防援助隊を派遣した。

## 組織
- 本部 - 消防庶務課、予防課、警防課、救急課、指令調査室
- 消防署 - 予防係、警備第一課、警備第二課、警備係、救急救助係

## 消防署
| 消防署   | 住所         | 分署                             | 出張所                                |
| -------- | ------------ | -------------------------------- | ------------------------------------- |
| 中消防署 | 桃園町4-30   | 大冠：辻子2-2-18 富田：栄町1-5-1 | 五領：道鵜町1-8-1 三箇牧：唐崎中1-3-3 |
| 北消防署 | 緑が丘3-12-1 | 西：幸町4-1 磐手：別所本町9-13   | 阿武野：奈佐原2-7-7                   |